# Alphabet City
Alphabet City – amerykański dramat kryminalny z 1984 roku wyreżyserowany przez Amosa Poe. Wyprodukowany przez Atlantic Releasing Corp. Zdjęcia do filmu kręcono w Alphabet City na Manhattanie w dzielnicy East Village w Nowym Jorku.
Premiera filmu miała miejsce 4 maja 1984 roku w Stanach Zjednoczonych.

## Opis fabuły
Johnny (Vincent Spano) jest królem rewiru, gdzie funkcjonuje największy rynek narkotykowy. Żelazną ręką utrzymuje porządek w Alphabet City i sumiennie pobiera haracz dla swych mocodawców. Po cichu marzy jednak o spokojnej egzystencji, ale nie będzie dane mu jej zaznać. Będzie musiał wybrać – zabić matkę lub umrzeć samemu.

## Obsada
- Vincent Spano jako Johnny
- Michael Winslow jako Lippy
- Kate Vernon jako Angie
- Jami Gertz jako Sophia
- Zohra Lampert jako Mama
- Raymond Serra jako Gino (wymieniony jako Ray Serra)
- Kenny Marino jako Tony
- Daniel Jordano jako Juani
- Tom Mardirosian jako Benny

i inni